# Askja
Askja (1510 m n.p.m.) – wulkan położony w centralnej części Islandii.
Kaldera wulkanu, otoczona ośnieżonymi górami Dyngjufjöll, ma rozmiar 50 km², gdzie znajdują się dwa jeziora: najgłębsze na Islandii Öskjuvatn (220 m głębokości) oraz Viti (isl. Piekło) wypełnione ciepłą, siarkową wodą. Ostatnio do jego wybuchu, który wyrzucił popiół na wysokość 8 tys. m doszło w 1961.